# Nudochernes robustus
Nudochernes robustus är en spindeldjursart som beskrevs av Beier 1935. Nudochernes robustus ingår i släktet Nudochernes och familjen blindklokrypare. Inga underarter finns listade i Catalogue of Life.